# Susana Rinaldi
Susana Natividad Rinaldi (Ciudad de Buenos Aires, 25 de diciembre de 1935) es una actriz, cantante de tango, exdiputada y diplomática cultural argentina. Conocida por sus marcados ademanes, la calidad de su voz y su personalidad enérgica, ha sido una primera cantante desde hace más de cincuenta años y uno de los grandes hitos femeninos de la historia del tango.
Hija de un despachante de la Aduana y una obrera textil, se graduó como profesora en el Conservatorio Nacional de Música y en la Escuela Nacional de Arte Dramático Antonio Cunil Cabanellas durante los años de 1950. Sus comienzos profesionales sucedieron como actriz en teatro, cine, radio y televisión hasta que fue descubierta por Eduardo Bergara Leumann en 1967 para cantar en La Botica del Ángel, un espacio artístico que la consagró definitivamente. Su primer disco, «Mi voz y mi ciudad», fue lanzado en 1966 bajo producción de la compañía Madrigal.
En tiempos donde el tango veía disgregar su popularidad, integró un nuevo movimiento encabezado por Astor Piazzolla que atrajo a un público joven universitario y revalorizó el género por medio de un repertorio de autores con contenido social y romántico que incluyó a José María Contursi, Enrique Santos Discepolo, Homero Expósito, Cátulo Castillo y Eladia Blázquez.
En 1971, inauguró junto a su marido Osvaldo Piro un café-concert en Mar del Plata, Magoya, que se volvió un punto de coincidencia para muchos artistas locales e internacionales, y tuvo un gran poder de convocatoria. Su incursión en un concierto de la Unesco invitada por el presidente de la Asociación Internacional de Música, Yehudi Menuhin, tuvo mucha repercusión a mediados de los años de 1970. Tras recibir una amenaza de la Triple A durante el gobierno de Isabel Perón en 1975, debió exiliarse inesperadamente en Francia, donde residió muchos años, y desarrolló una amplia trayectoria discográfica en múltiples países de Europa, convirtiéndose —junto con Libertad Lamarque— en una de las artistas argentinas con mayor proyección internacional.
Luego del retorno de la democracia en 1983, regresó a la Argentina con ideas que contribuyeron al desarrollo del tango escenario y se volvió una activa defensora de los derechos humanos, especialmente en televisión. Con el paso del tiempo, Rinaldi adoptó tics y ademanes que, según algunos críticos, resintieron su calidad interpretativa. A pesar de eso, logró desafiarse a sí misma en la madurez de su vida cuando encabezó sus espectáculos Montón de vida, Tangos de la mala vida y Sin estridencias —estrenados entre 1987 y 1997—, que fueron claves en su desarrollo profesional y le permitieron presentarse en España, Noruega y Dinamarca, como así también en el Festival de Jazz de Estocolmo y en el Tangomarkkinat de Finlandia, que congregó a 140 000 personas.
Apodada «La Tana» por su fuerte carácter y orígenes italianos, su trayectoria fue reconocida en múltiples oportunidades. Se convirtió en «Ciudadana ilustre de la Ciudad de Buenos Aires» en 1990, «Embajadora de buena voluntad» por la Unesco en 1992 y vicepresidenta de la Asociación Argentina de Intérpretes (AADI) en 2002, cargo desde donde defendió los derechos de los intérpretes musicales. Recibió la distinción Domingo Faustino Sarmiento por parte del Senado en 2013 y la Legión de Honor de la Embajada de Francia en Argentina, el reconocimiento más importante que ese país otorga a un extranjero, en 2014. En 2011, fue elegida para ocupar una banca como legisladora en la Cámara de Diputados por el Frente Progresista y Popular, y apoyó proyectos vinculados a la defensa del bien común, el patrimonio cultural y la educación pública, hasta que renunció a su puesto para asumir como ministra agregada cultural en la Embajada de Argentina en Francia desde 2014 a 2016.
Fue reconocida por rechazar el cliché machista del tango y por negarse a cumplir con las expectativas que los hombres y mujeres tenían para con ella en el escenario; incorporó una performance que mezclaba la actuación con el canto, alternada a su vez con disertaciones personales sobre la sociedad, los autores y la política. Cuando era joven, se casó con el bandoneonista y director de orquesta Osvaldo Piro, pero luego de su prematuro divorcio vivió sola el resto de su vida, aunque tuvo un breve romance con el escritor Julio Cortázar hasta su muerte en 1984. Sus hijos son los cantantes Ligia y Alfredo Piro.

## Vida y carrera

### 1935-1958: Primeros años
Susana Natividad Rinaldi —tal su verdadero nombre— nació en la Navidad de 1935 en una casa sobre el Pasaje Ortega 1055 en el barrio porteño de Caballito. Al poco tiempo de nacer, su familia se trasladó a otra vivienda ubicada en Colpayo 358. Su padre, Rosario Rinaldi (1888-1951), de origen amalfitano, era hijo de un ingeniero vial, inmigró a la Argentina en 1904 a raíz del fascismo italiano y se desempeñó como despachante en la Aduana de Buenos Aires, donde logró una posición social acomodada. De su primer matrimonio con Dolores Mazzaccaro, celebrado en 1918, tuvo cuatro hijos varones, pero luego de enviudar a temprana edad, contrajo matrimonio nuevamente con Ángela Leguizamón (1911-2000), una obrera textil descendiente de vascos, de cuya unión nacieron dos hijas: Susana en 1935 e Inés en 1946. Su abuela materna, que tuvo una notoria injerencia en su vida, era lavandera en casas de familias ricas.
Aprendió a leer a la edad de cinco años y desde pequeña, influenciada por sus padrinos de bautismo, se inclinó por la lectura y las problemáticas sociales. Su padre admiraba a Robert Schumann y Johannes Brahms de la era romanticista, lo que la atrajo a la música clásica. Producto de una familia dispar —su padre provenía de una familia burguesa y su madre de la clase obrera—, vivió una infancia dislocada por sucesivas mudanzas a través de las provincias, lo que hizo que Rinaldi se volviera una niña solitaria y tímida.
A la temprana muerte de su padre producto de una pancreatitis en 1951, cuando contaba con 15 años, su familia —afectada por el derrumbe económico que significó su partida— se trasladó al barrio porteño de Once, donde Rinaldi concluyó sus estudios secundarios en la Escuela Bartolomé Mitre y se vinculó con la colectividad judía. En una entrevista de 2015, confesó que fue en ese instituto donde descubrió su orientación bisexual.
A la joven Rinaldi le gustaba recitar, asistir los domingos a las chocolatadas brindadas en la Parroquia del Buen Pastor —donde tomó su Primera Comunión—, jugar con las muñecas Marilú y ver pasar a las novias judías por las sinagogas de Balvanera.
A partir de 1949, y hasta que se graduó como profesora ocho años después, estudió canto de cámara en el Conservatorio Nacional de Música por iniciativa de su padre, a pesar de que las constantes modificaciones en los planes de estudio producto de las intervenciones militares la desanimaban notoriamente. En 1956, por sugerencia de uno de sus compañeros, ingresó simultáneamente a la Escuela Nacional de Arte Dramático Antonio Cunil Cabanellas, emplazado en la misma cuadra, donde permaneció cuatro años y tuvo como compañera a María Cristina Laurenz.

### 1959-1966: Comienzos profesionales como actriz y cantante

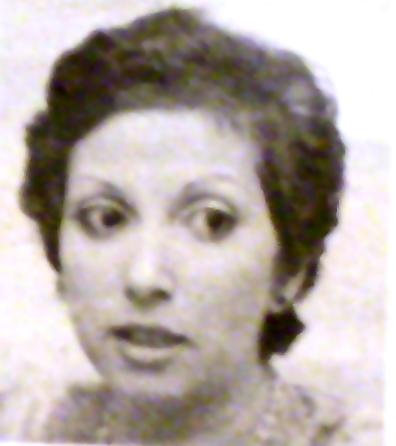
Susana Rinaldi, octubre de 1967.

Rinaldi siempre aseveró que ninguno de sus logros profesionales fue como consecuencia del azar, sino que hubo una conjunción de personas que la apuntalaron desde sus comienzos. Sus primeros trabajos no fueron como cantante, sino como actriz, y sucedieron en el teatro independiente con las obras Despierta y canta de Clifford Odets en el Teatro del Globo y La muerte de un viajante de Arthur Miller en el Teatro IFT. Luego, junto a María Rosa Gallo y Alfredo Alcón, participó en El farsante más grande del mundo (1959), una adaptación del libro de John Millington Synge dirigida por Osvaldo Bonet. Al año siguiente, fue convocada para protagonizar una obra de Tennessee Williams, Orfeo desciende, en el Teatro Presidente Alvear. Sus actuaciones estuvieron intercaladas por interpretaciones tangueras y fue así como en 1961 cantó «Pájaros de barro» de Samuel Eichelbaum en el ciclo El teatro y sus éxitos, dirigido por María Herminia Avellaneda en Canal 13, que le valió un premio Martin Fierro a la Revelación del Año, convirtiéndose en la primera persona en recibir este reconocimiento. Rinaldi calificó a Avellaneda como «mi gran hermana» y a quien «le debía toda mi carrera y todo lo que soy». Ambas se conocieron en 1958 cuando la directora se hallaba en la búsqueda de alumnos de teatro para sus trabajos de televisión.
El primer tango que Rinaldi interpretó públicamente fue «Uno» en un agasajo brindado al actor vienés Maximilian Schell en la sede de la calle Viamonte de la Asociación Argentina de Actores. Simultáneamente, una pequeña compañía discográfica independiente, Madrigal, quiso contratarla para grabar poemas luego del éxito que había tenido María Casares recitando versos de Miguel Hernández, pero Rinaldi rechazó la propuesta y sugirió grabar un disco donde poder cantar tangos, el género predilecto de su madre. Finalmente, tras un acuerdo, concretaron la realización del casete «Nostalgias» (1966), que permaneció inédito algunos años hasta su lanzamiento. Luego de eso, el director de Canal 7, Miguel de Calasanz, la convocó para animar un espectáculo como «damita joven» en el que debía realizar un apartado musical en compañía de Roberto Pansera y Juan Carlos Cirigliano. Pansera quedó tan conforme que la contrató para una actuación en el Canal 5 de Rosario, donde volvió a cantar tangos.
Posteriormente, fue invitada por la Asociación Argentina de Actores para participar de un homenaje a Aníbal Troilo en el Teatro General San Martín con ocasión del 30.º aniversario de la formación de su primera orquesta. Ese festival tuvo una gran repercusión y Rinaldi lo consideró como su «verdadero debut ante el público de Buenos Aires» a tal punto que se volvió el puntapié inicial para la grabación de su primer disco en 1966, «Mi voz y mi ciudad», acompañada nuevamente por Pansera.

### 1967-1974: La Botica del Ángel y consagración

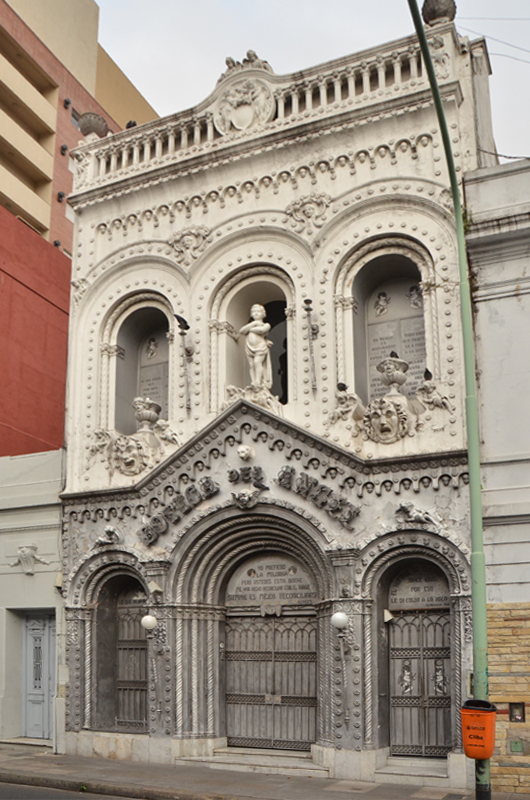
La Botica del Ángel, en el barrio de Monserrat, donde Rinaldi se consagró definitivamente en el mundo del tango.

Eduardo Bergara Leumann, como escenógrafo y diseñador de moda, se encargaba de confeccionar vestuarios de época para Canal 7. Rinaldi lo conoció ahí en 1967 y le llevó un ejemplar de su primer disco, «Mi voz y mi ciudad», estrenado el año anterior. Luego de escucharlo, Bergara la convocó para que leyera un libro de poesía en La Botica del Ángel, una sastrería teatral creada por él en el barrio porteño de Monserrat, pero esa misma noche, en lugar de eso, terminó por interpretar tangos y, más tarde, estrenó «Alejandra» de Aníbal Troilo y Ernesto Sabato. Su presencia como cantante generó tanta convocatoria que Rinaldi asistió todos los días durante cuatro meses y relegó temporalmente su trabajo en televisión. En La Botica también emergieron, por esa época, figuras del espectáculo como Pepe Cibrián Campoy, Nacha Guevara, Marikena Monti, Valeria Lynch, Horacio Molina, Marilina Ross, el Cuarteto Zupay y Leonardo Favio.
El propietario de 676, el boliche de tango y jazz creado por Astor Piazzolla en la calle Tucumán a la misma altura, recurrió por entonces a Bergara Leumann para localizar a Rinaldi cuando Piazzolla sufrió un percance en su salud y debió ser internado. Rinaldi lo reemplazó, en sus propias palabras, «para hacer un favor» y sintió temor de que la suplencia pudiera interferir o alterar su actividad como actriz en televisión. Sin embargo, sus presentaciones que alternaban la actuación y el canto, y rompían con la esencia machista del tango, fueron un éxito y se prolongaron aún después de la reincorporación de Piazzolla. La selección de determinadas letras con contenido social y político generaban reiteradas veces debates polémicos con el público.
Cátulo Castillo, quien la conoció por esos años, dijo de ella: «Es la nueva forma, la cosa diferente que abre el gran horizonte, inaugurando un arte minucioso y sutil, caviloso y vibrante». Castillo ejerció una figura protectora sobre la carrera de Rinaldi, a quien aconsejó y alentó en sus comienzos. Rinaldi se refirió a él como un «padre» y un «ser humano por excelencia», y lamentó su muerte ocurrida en octubre de 1975, unos meses después que la de Troilo, el padrino artístico de su primer marido, Osvaldo Piro.
En 1969, protagonizó Tres mujeres en un show en el Teatro Embassy y tuvo un rol importante en Antígona Vélez de Leopoldo Marechal en el Teatro Municipal General San Martín. En el mundo del cine, su primer trabajo ocurrió en un episodio de El ABC del amor (1967), un drama romántico dirigido por Rodolfo Kuhn.
Con un estilo novedoso para la época y una voz delicada, Rinaldi apeló a un repertorio variado que mezclaba romanticismo, poesía y protesta, e incluía letras de José María Contursi, Enrique Santos Discépolo, Homero Manzi y Cátulo Castillo. Luego, interpretó a compositores emergentes como Eladia Blázquez —tuvo gran repercusión su versión de «Sueño de barrilete»—, Héctor Negro, de quien entonó «Responso para un hombre gris» o Chico Novarro. En el contexto de la dictadura de Onganía y la Noche de los Bastones Largos, atrajo a un público joven universitario que, a través de ella, volvió a revalorizar el tango en sus años de decadencia. Por esos tiempos, registró un disco de tres temas musicales con Eduardo Rovira y en 1969, realizó un long play, «A Homero», con letras de Homero Manzi. El mismo fue editado por el sello Trova, que en 1973 le produjo otro LP íntegramente dedicado a Cátulo Castillo.
Fue dirigida por Lucas Demare en Solamente ella, donde tuvo un rol protagónico, y por Enrique Carreras en Las procesadas —donde interpretó un rol atípico en un ambiente carcelario—, ambas de 1975, que significaron sus apariciones finales en cine hasta 1993 cuando fue convocada para hacer de sí misma en Funes, un gran amor.
Su café-concert Magoya, inaugurado por Rinaldi y su marido en Mar del Plata en 1971, se volvió un punto de coincidencia nacional para artistas como Facundo Cabral, Miguel Gila, Norman Briski, Ulises Dumont, Amelita Baltar y Marikena Monti; con estas últimas dos, estrenó ahí Tres mujeres para el show. Joan Manuel Serrat y Les Luthiers eran clientes habituales dado su gran poder de convocatoria. Rinaldi viajaba con su familia de noviembre a abril cada temporada y también, durante las vacaciones de invierno en julio y agosto, hasta que a mediados de los años de 1970 la conducción del local continuó en manos de Piro. En palabras de Rinaldi, «pasamos momentos muy bellos ahí».

### 1975-1982: Exilio y llegada a Francia

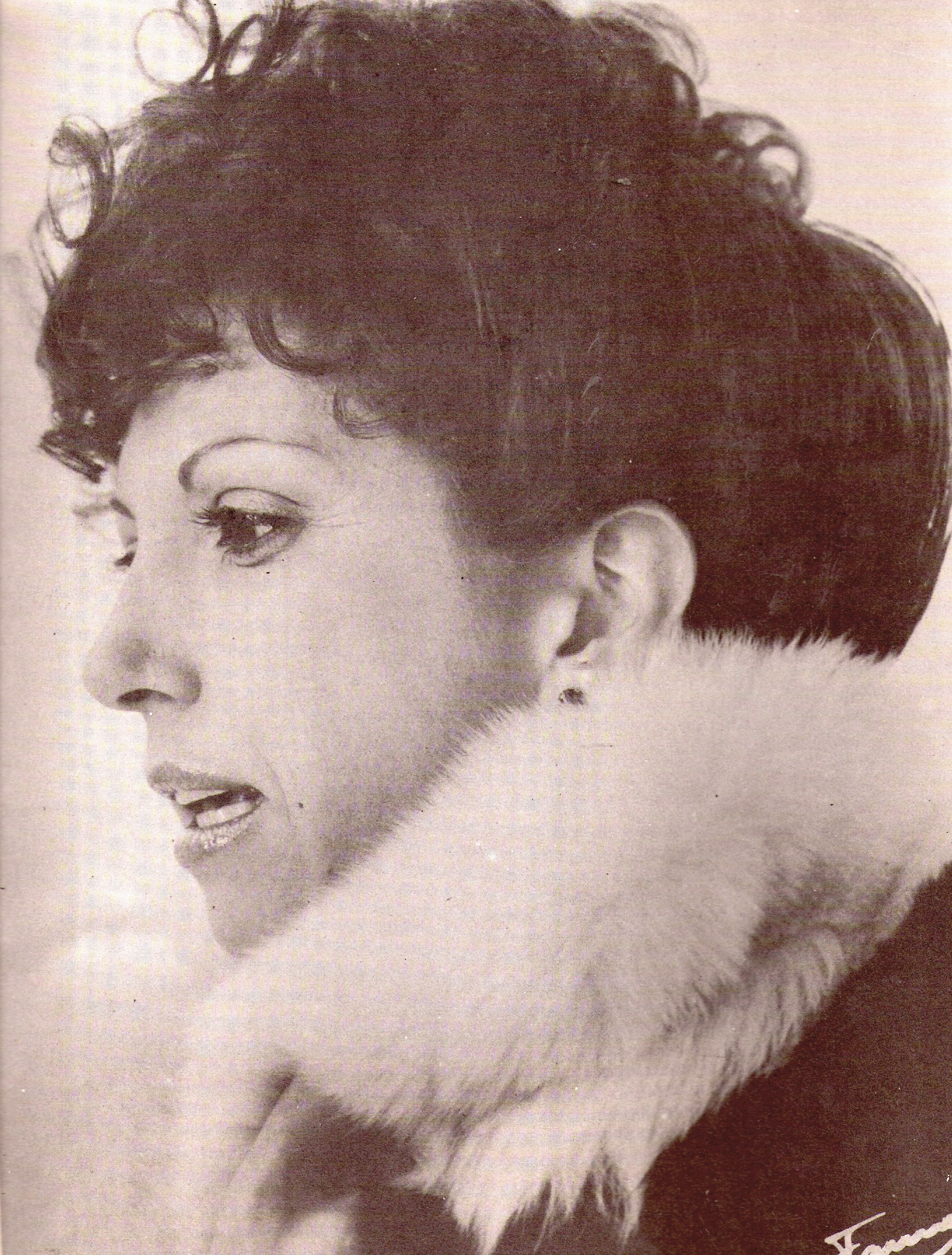
Susana Rinaldi retratada por Sara Facio, 1980.

Un grupo autotitulado Alianza Anticomunista Argentina (Triple A) comenzó a desarrollar durante el gobierno de Isabel Perón un intercambio de violencia y venganza que se profundizó con el gobierno de facto de Jorge Rafael Videla, que tomó el poder en 1976. Pronto, la Triple A se convirtió en el grupo parapolicial de extrema derecha más temido del país y, entre sus víctimas, se hallaron el diputado Rodolfo Ortega Peña, un hermano del expresidente Frondizi, Silvio, un exsubjefe de la Policía de la Provincia de Buenos Aires, Julio Troxler, y Atilio López. El grupo dio a conocer, asimismo, una lista de las futuras víctimas que incluía a figuras de la izquierda peronista, varios artistas, obreros, sacerdotes, profesores y estudiantes. La sospecha de que los grupos parapoliciales obedecían las órdenes de López Rega aumentaban día a día. Solamente en el mes de mayo de 1975 hubo 29 crímenes atribuidos a la Triple A mientras Isabel Perón mostraba una imagen de indefensión tal que corroboraba la falta de preparación para el cargo que ocupaba y que había recibido tras la muerte en 1974 de su marido, el expresidente Juan Domingo Perón.
Osvaldo Piro, al respecto, señaló: 

«Se trató de regímenes dictatoriales en connivencia con civiles. Uno estaba al lado de un sinvergüenza y no lo sabías. Había un hombre cercano a mi grupo de amigos que era del servicio de inteligencia y no lo sabíamos. Ese mismo hombre fue quien una vez me dijo que me iban a reventar. Él se sentaba en mi misma mesa. Le gustaba mucho el tango. Y luego de esa advertencia me dijo: "Alguno que puede hasta estar tirando cables sobre el escenario y ser del servicio"».

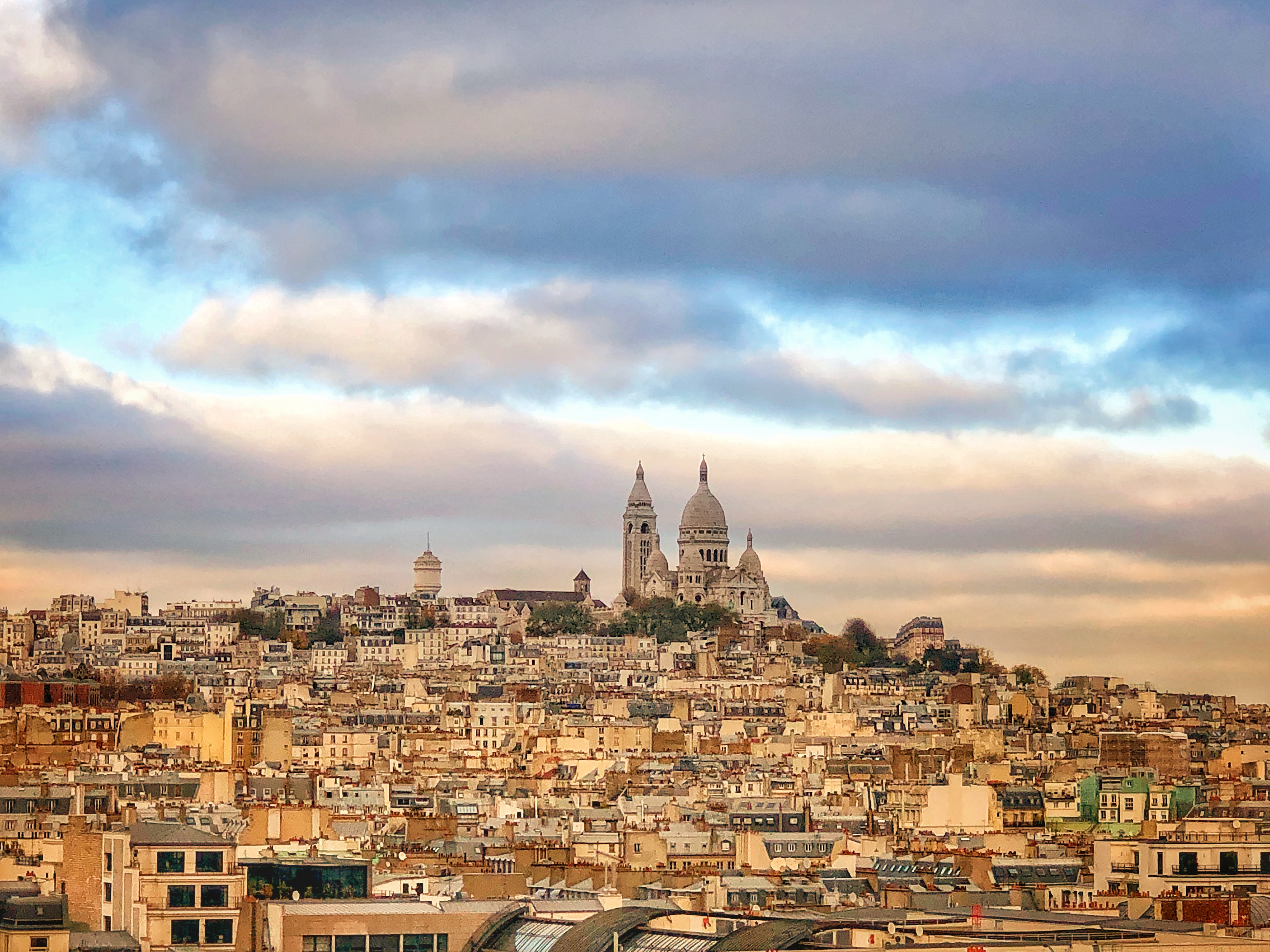
Vista aérea de Montmartre, el barrio parisino donde residió Rinaldi desde 1975.

Rinaldi, amenazada por los grupos parapoliciales, se exilió sin previo aviso en España y, ante la falta de posibilidades de trabajo, recaló en Francia en 1975. Ese mismo año se hallaba trabajando en su unipersonal, Dale nomás, en el Teatro Embassy bajo dirección de María Herminia Avellaneda, que la instó a abandonar el país. En un reportaje, confesó que la amenaza puntual fue que habían instalado una bomba en el teatro donde actuaba. De acuerdo con su testimonio, «[las persecuciones] empezaron con pavadas, pero al final fueron muy fuertes y no me animé a decirlo a nadie». A su madre, Ángela, apenas alcanzó a decirle: «Vuelvo mañana». En París, recibió la hospitalidad de sus congéneres y una propuesta laboral del sello Barclay para grabar «La foule» de Edith Piaf con versos de Michel Rivgauche adosados a «Que nadie sepa mi sufrir» de Ángel Cabral. Rinaldi se negó a recibir regalías por su trabajo y, en cambio, se las cedió a Cabral, que le agradeció el gesto. También fue presentada por Jean-Louis Barrault en el Teatro Nacional Popular de París en 1976.
Rinaldi regresó temporalmente a la Argentina en 1976 y luego, en 1977, cuando estrenó en el Teatro Odeón su espectáculo Vamos ya, que le dio la posibilidad de actuar en el Olympia Music Hall de París ese mismo año. El propietario del teatro, al verla cantar, comentó: «Tiene la forma de caminar de Joséphine Baker y el temperamento de Edith Piaf». El periódico francés Le Quotidien señaló: «¿Cómo describirla? Imaginen la máscara trágica de Catherine Sauvage, la amplitud vocal de Edith Piaf, la presencia de Liza Minnelli...» Por su parte, un crítico de L'Aurore afirmó que «porque no vi en persona a Barbra Streisand, no puedo afirmar categóricamente que Susana Rinaldi es actualmente la más grande cantante viva. Sin embargo, desde la desaparición de Edith Piaf no había asistido a una performance vocal tal». El País de Madrid, en octubre de 1977, aseveró que «el tango, en toda su pureza y esencia popular, domina en el gesto y la voz de Susana Rinaldi», mientras que el ABC de Sevilla la catalogó como «la voz del cancionero popular argentino».
En 1978, fijó definitivamente su residencia en Montmartre, París —en el distrito XV, cerca de la Maison de la Radio—, un barrio de 30 000 habitantes en el que permaneció hasta 1983, cuando volvió nuevamente a su país tras la elección del presidente Raúl Alfonsín. Desde 1983 a 1990, residió en Buenos Aires y, desde 1990 al 2005, su vida se repartió entre Francia, Italia y Argentina. En cuanto a la elección de un barrio tan pequeño y anticuado para vivir, Rinaldi señaló que Montmartre «conserva sus gustos, sus tradiciones... Tal vez haya sido por eso que no sentí nostalgias. Viví... completamente adaptada no a París, sino a ese barrio».
En referencia a sus años de exilio, dijo en una entrevista:

La mayoría de la gente no tenía las posibilidades de hacer lo que yo hice. De la noche a la mañana, les dejé (sic) mis dos hijos a mi madre y me fui. Hay que imaginarse lo que significó eso para ella y el cuidado que puso en no contarle nada a nadie. Si le consultaban sobre mi ausencia, ella decía que me había surgido una posibilidad artística en el exterior. Eran tiempos donde si decías algo que no convenía al poder, desaparecías al otro día. Mucha gente que conocí terminó de esa manera. Hubo gente a la que llevaron para una fiesta y terminó en el mar... [Mi madre] Siempre fue una santa y nunca me preguntó qué había hecho, qué había dicho ni por qué había pasado lo que había pasado. Jamás me preguntó nada. Al principio, lloró muchísimo y, en cuanto pudo venirse a vivir conmigo en el exterior fue una reina santa. Aprendimos que la historia nos había preparado este diseño de vida. Luego llegó la democracia al país, pero yo tardé en creer y entender que todo había cambiado... Francia se portó muy bien con la Argentina y con los argentinos y eso nunca fue reconocido como se debía... [Isabel Perón] fue a París y vivió la vergüenza más grande del mundo. Pobre mujer, parecía una idiota. Ella esperaba que la fueran a recibir, pero nosotros nos encerramos para no verla. Estuvimos dos días adentro para no saludarla.

Durante su exilio, Rinaldi se vinculó con otras figuras del arte en su misma situación, entre ellas, Pepe Fernández, Héctor Alterio, Silvia Baron Supervielle, Héctor Bianciotti y Julio Cortázar. El escritor, en particular, fue una figura importante en sus años de destierro y, en palabras de Rinaldi, Cortázar «es el ser humano que recuerdo haber conocido con más calidad humana. No puedo pensar en otra persona que no sea él. Es Julio Cortázar en quién más la he encontrado». La amistad entre ambos derivó en un breve vínculo amoroso que perduró hasta la muerte del escritor en 1984 a los 69 años. Piazzola, a quien definió como «muy encerrado en sí mismo» y como alguien con quien «la gente difícilmente se llevara», trabajó con Rinaldi en Grecia, «porque un señor griego que ya no está apareció en mi vida y me dijo:  “¿A usted le molestaría si yo la invito a cantar en un espectáculo que va a presentar Astor Piazzolla?” Yo, casi me caigo». La participación de ambos se dio en el IV Festival Internacional de Música de Grecia de 1981.
En 1978, cantó en el Théâtre de la Ville, un teatro municipal de París, y ofreció un concierto en la Unesco invitada por el presidente de la Asociación Internacional de Música, Yehudi Menuhin. Ese concierto significó un hito importante en su carrera artística.
Un LP, «Buenos Aires... París», título que aludía a sus dos patrias, fue producido por Barclay y presentado en el Olympia Music Hall de París en 1979. Su gira prosiguió por Bonn, Alemania, donde ofreció un concierto y actuó en la televisión germana, y finalmente por Holanda, Luxemburgo e Israel —en el Festival Heijal Hatarbut de Tel Aviv de 1981 y en el Centro Internacional de Convenciones de Jerusalén—.

### 1983-1989: Retorno de la democracia

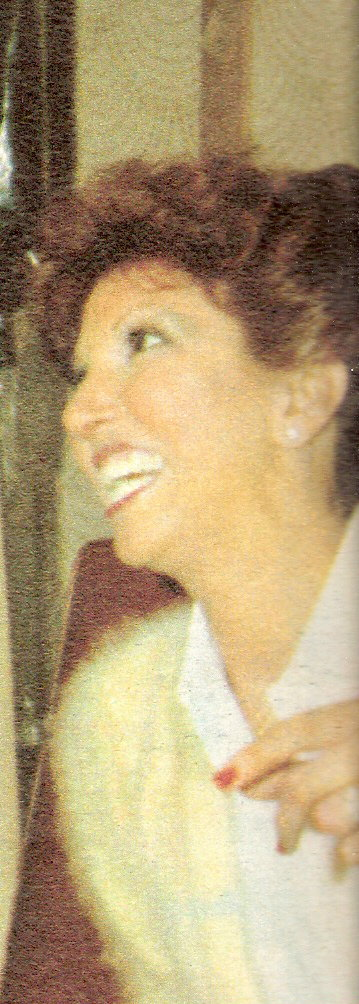
Susana Rinaldi en 1982.

Al retorno de la democracia en 1983 tras las elecciones generales que consagraron a Raúl Alfonsín como presidente, Rinaldi regresó a la Argentina y se acercó a su proyecto político de defensa de los derechos humanos. En el marco de la visita del presidente de Brasil José Sarney a la Argentina en 1986, fue convocada por el presidente para asistir a una función de gala en el Teatro Colón en la que interpretó tangos junto a Eduardo Falú y Mercedes Sosa. A pesar de su apoyo constante a las políticas socialistas y radicales de Alfonsín, se mostró defraudada cuando, en la última visita de Julio Cortázar a la Argentina en diciembre de 1983, «un personaje bastante desgraciado convenció al expresidente Alfonsín para que no lo recibiera». Aun así, en una columna de opinión con motivo del quinto aniversario de su muerte en 2014, llegó a catalogarlo como «el padre de nuestra democracia definitiva» y reconoció que fueron muchas las presiones que recibió su gobierno.
Instaurada la democracia, condujo por Canal 11 el programa de TV diario La cigarra junto a María Elena Walsh y María Herminia Avellaneda, que irrumpió con los tradicionales espacios vespertinos dedicados a las amas de casa del estilo de Buenas tardes, mucho gusto y fue uno de los primeros ciclos televisivos de la era democrática y feminista. Ahí, aparecieron por primera vez en televisión local las Madres y Abuelas de Plaza de Mayo. También entrevistaron a artistas y políticos censurados durante la dictadura militar. El ciclo suscitó críticas y escepticismo por su contenido periodístico y de opinión, y fue desplazado del aire seis meses después de su lanzamiento en 1984 luego de no satisfacer las expectativas generadas. La revista Humor, por ejemplo, publicó una tapa que rezaba: «La cigarra no es un bicho, son tres».
Tras la muerte de su compañero Julio Cortázar el 12 de febrero de 1984, Rinaldi creó y dirigió un homenaje, Rememorando a Julio, en el Festival de las Artes de Guanajuato de México y en el Teatro Presidente Alvear, espectáculo que fue sucedido por un concierto en honor a Carlos Gardel en el 50.º aniversario de su muerte celebrado en el Carnegie Hall de Nueva York y un recital en conjunto con el poeta francés Léo Ferré en las Fiestas de la Merced de Barcelona.
El exilio, que dio paso a su consagración en el extranjero, la convirtió en una de las artistas argentinas con mayor proyección internacional —Italia, España, Francia, Israel, Estados Unidos, Cuba, México, Colombia y Alemania fueron algunos de los países que visitó como cantante entre 1982 y 1987—, a tal punto que en un concierto de 2023, su hija Ligia Piro afirmó que «el único país que le faltó por recorrer fue África». En San Remo, Italia, fue reconocida con el premio Tenco a la «Mejor Cantante Extranjera» y designada «Embajadora Cultural». Por aquella época, también, fue galardonada con la Orden de Caballeros de San Martín de Tours.
Su estadía en el exterior la dotó de ideas innovadoras acerca del tango escenario que luego buscó volcar en sus espectáculos. Con el paso del tiempo, perdida la espontaneidad de sus comienzos y volcada al tango escenario —que le permitió unir su profesión de actriz con la de cantante— dentro y fuera del país, Rinaldi adoptó tics y ademanes en su estilo interpretativo que, según algunos críticos como Julio Nudler, «resintieron su calidad». Más allá de las transformaciones que se dieron en su interpretación a lo largo de los años, —al igual que Piazzolla— fue desdeñada por el oyente tradicional de tango, aunque logró conservar un público adepto a lo largo de toda su carrera.
En 1988, interpretó el personaje de la pirata Jenny en la La ópera de tres centavos de Bertolt Brecht en el Teatro San Martín de Buenos Aires, donde actuó junto a Víctor Laplace. Finlandia la invitó en el mes de julio como «artista de honor» al Festival del Acordeón Sata-Häme Soi y le otorgó el título de «Embajadora del Tango», lo que dio lugar a que el público finlandés la llamase la «señora Tango». Al año siguiente, grabó en formato CD su show «Montón de vida» y lo presentó en el Olympia Music Hall de París, Italia, México, España, Colombia y otros países latinoamericanos. En Madrid, según El País, fue «acogido entusiásticamente por el público del día del estreno».

### 1990-1999: Giras internacionales y reconocimientos
A comienzos de los años de 1990, radicada definitivamente en Europa, actuó en Suiza, Suecia y Dinamarca, llevó adelante una larga gira de actuaciones en las Maisons de la Culture de Francia y ofreció un concierto de beneficencia en una gala conmemorativa del 1.er aniversario de los Acuerdos de Oslo celebrado en la Unesco, organismo que en 1992 la designó «Embajadora de buena voluntad». A través de esa misión, se encargó de promover y recaudar dinero para campañas de alfabetización en favor de los niños sin hogar. Fue declarada «Ciudadana ilustre de la Ciudad de Buenos Aires» en 1990 y «Visitante ilustre de la Ciudad de México» en Televisa en 1991.
De nuevo en Argentina, protagonizó un espectáculo escrito y dirigido por ella misma, Tangos de la mala vida, y cantó en España —en el Festival de Santiago de Compostela y la Expo Sevilla de 1992—, Suecia, Noruega y Dinamarca, donde recibió críticas favorables. El ABC de Sevilla señaló que «Rinaldi es una de las grandes voces de la música argentina, que sostienen firmemente el tango como la única patria de los corazones solitarios» y que «con ella llegó la nostalgia, la melancolía que se hace requiebro para convertir en vida color de rosa lo que es pura quimera y desolación». Recuerdos y porvenir, un show con una serie de espectáculos que habían sido grabados en CD, fue presentado en el ciclo Clásicos Populares de Teatro Municipal General San Martín de Buenos Aires en 1994, por el cual recibió el premio ACE de música popular y con el que luego recaló en América Latina y Europa. Rinaldi manifestó en esa oportunidad que no le importaba «cantar en la Argentina por dos pesos. Porque me importa cantar aquí, nada más. El dinero lo gano afuera». Pocos después, se presentó en el Teatro Coliseo a total beneficio del Hospital Italiano.
Tuvo un protagónico en el espectáculo de revista Gotán (1995), en el Teatro Avenida, donde recreó el papel de Milonguita. El CD grabado en vivo de Gotán continuaba siendo un best-seller de ventas en 2005. Su éxito fue tal que las entradas permanecieron dos años agotadas en Buenos Aires y Mar del Plata, y Julio Tahier —el creador del musical en 1979— le espetó al director Manuel González Gil: «Qué linda obra hiciste». Cuando la actriz Laura Conforte fue seleccionada por González Gil en 2015 para recrear el mismo papel que había hecho Rinaldi, le dijo: «¿Estás pensando en mí para algo que hizo la Tana Rinaldi? Me dio un panic attack».
Su disco «Tiempos de malvivir» fue presentado en Buenos Aires en 1997 a sala llena en el Teatro San Martín. El diario La Nación publicó en esa oportunidad que «Susana canta mejor que nunca. Y sabe alcanzar cúspides de antología... hasta su don histriónico... juega con soltura y con esa garra envidiable de las mejores cantantes». Ese mismo año, encabezó una gira por Europa con motivo del lanzamiento de su CD europeo, «Sin estridencias», producido por la compañía sueca Prophon Records, con el cual recorrió Gotemburgo, Helsinki, Estocolmo, Malmö, Oslo, París, Málaga y Madrid. Fue en esa ocasión donde Suecia creó el premio Susana Rinaldi para distinguir a artistas suecos y latinos, y París la honró con la medalla Echelon Vermeil Medail. Con ocasión de su visita a Madrid y Málaga luego de diez años ausentada de España, El País destacó que «pocas veces la mujeres logran ser reconocidas como cantantes de tango, un género demasiado masculino y perverso de letras desgarradas y nada candorosas. Sin embargo, desde hace muchos años Susana Rinaldi está considerada como la voz femenina más importante del tango. Su voz quejosa y grave está... dispuesta a demostrar por qué merece ese título». En un reportaje español, Rinaldi manifestó que «[los suecos] se quedan sorprendidos al escuchar los nuevos repertorios en los que se habla de un presente donde todo ha cambiado y la vida tiene otra crueldad. Porque el tango está muy ligado a la nostalgia. Y la nostalgia ya no es lo que era». En diciembre de 1998, fue declarada «Monumento Nacional de Argentina» durante un evento organizado por el Centro de Divulgación Musical en el Obelisco de Buenos Aires.
Luego de participar en el Festival de Música de San José de Costa Rica, volvió a la Argentina para una serie de conciertos en mayo de 1999: Tangos de una noche y Sin estridencias, que reunían tangos contestatarios y de protesta social.   Un crítico de La Nación, en referencia al estreno de Tangos de una noche en el café-concert Clásica y Moderna, puntualizó que «lo que sorprende en este regreso —uno ya sabe que ella ha eliminado de su gestualidad los abominables tics tangueros— son los fraseos». Ese mismo año, cantó por primera vez en Japón —en Tokio, Nagoya y Osaka—, en el Festival de Jazz de Estocolmo con la Stockholm Jazz Orchestra —donde tocaron también Chick Corea y Gary Burton— y en Caracas. En Francia, dictó un seminario mensual sobre la historia del tango canción para los actores profesionales del estudio de Ariane Mnouchkine en el Theatre de la Cartoucherie y fue invitada por Finlandia para inaugurar como primera artista internacional el Festival de Tango Tangomarkkinat 99, que reunió a 140 000 personas. Su actuación, acompañada de la Orquesta de Seinajoki, recibió el premio Estrella de Oro del Tango. A su regreso a la Argentina, fue parte de la apertura de la exposición «Buenos Aires 1910» en el auditorio del Banco Mundial en Washington D. C..

### 2000-2005: Continuación de su carrera internacional

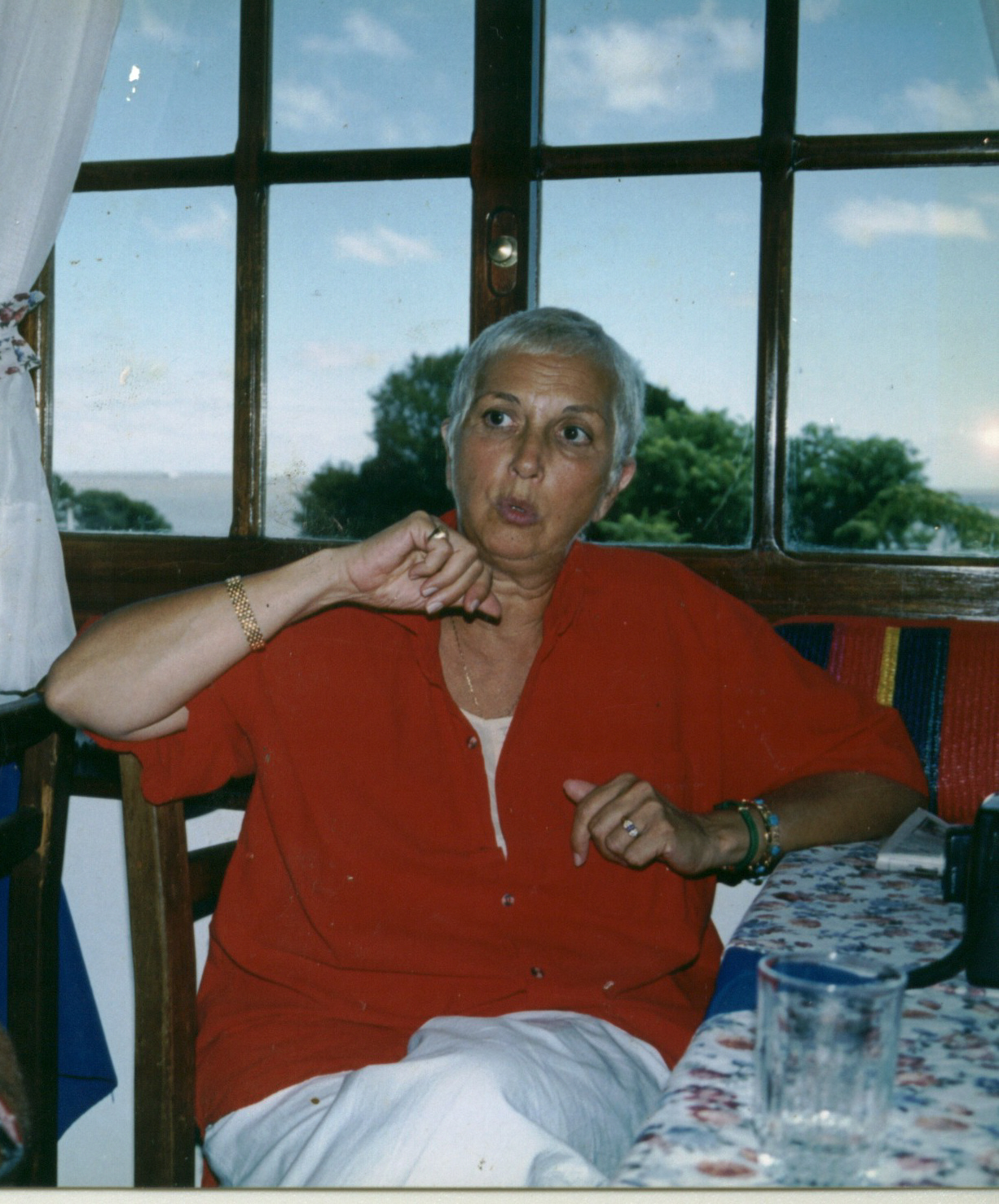
Susana Rinaldi a comienzos de los años 2000.

Luego de que la ciudad de La Plata la declarara «Visitante de honor» en el 2000, inició una extensa gira de presentaciones por el interior de la Argentina. En junio de ese mismo año, interpretó el oratorio «El pueblo joven», la única obra de Astor Piazzolla y Horacio Ferrer que incluye coro, acompañada por una orquesta filarmónica en el Festival Internacional de Jerusalén, coronándose como su primera presentación internacional de ese año. La limitación de no haber trabajado nunca junto a Piazzolla —salvo cuando coincidieron en el Festival de Grecia de 1981— le trajo aparejadas dificultades para adaptar su voz al oratorio: «Hay momentos en los que el registro de la obra me toma la famosa nota de pase y se me hace dificultoso», señaló en esa ocasión. Por otra parte, la compañía discográfica Melopea editó en formato CD y video su concierto en vivo en Finlandia. María Moreno de Página/12 señaló que «la tapa del CD editado por Melopea suena francamente snob. En realidad es el testimonio —paradójicamente— de una patriada de Lito Nebbia que dirige el sello, de la pasión de los finlandeses por el tango y por esta cantante a quien suelen venir a ver durante el festival anual de tango, en casas rodantes, con plantas, animales, chicos y batería de cocina, desde todas partes del mundo... Es extraño ver traducido "El último café" de Castillo y Stamponi como "Viimeiset Kahvit", "El día que me quieras" de Gardel y Le Pera como "Päivä Jolloin Rakastat Minua" y "Naranjo en flor" de los Expósito como "Kukkiva Appelsiinipuu"».
Rinaldi fue convocada ese año para inaugurar las presentaciones de artistas latinoamericanos en el Rafael Cintron Ortiz Latino Cultural Center de la Universidad de Illinois, Chicago con su espectáculo Sin estridencias, que permaneció en cartelera durante toda la temporada estival de 2001 en Mar del Plata. La UIC publicó, en referencia al espectáculo, que «Rinaldi es fiel a su estilo, siempre desenvolviéndose e iluminando el camino para un encuentro íntimo. El mensaje de su espectáculo actual refleja el trato cálido de la artista para con su público». Luego de eso, viajó a Chile y Venezuela, y en mayo actuó en la Cité de la musique de París, además de continuar con sus labores como «embajadora de buena voluntad» de la Unesco. Al 2000, sólo había tres embajadores itinerantes latinoamericanos: el futbolista Pelé, el pianista Miguel Ángel Estrella y Rinaldi. La Cité de la musique congregó a una multitud de argentinos durante cuatro semanas en el marco de una maratón de recitales y actividades organizadas por una serie de organismos estatales. Rinaldi montó una polémica cuando inauguró el evento y señaló que le molestaba que la calificaran de «diva», como así también cuando echó a dos fotógrafos de la sala y dijo ante el público: «Todo lo que viene después de mí es cero», en referencia a las demás cantantes. A pesar de eso, fue aplaudida durante más de tres minutos luego de cantar.
En 2002, fue nombrada vicepresidente de la Asociación Argentina de Intérpretes (AADI), cargo a partir del cual se interiorizó y defendió los derechos musicales, y comenzó el año con una serie de «disertaciones ilustradas» llamada El ayer, el hoy y el todavía en Buenos Aires, Mar del Plata, España y Uruguay. El espectáculo nació como una lectura sobre la mujer, el tango y la política dictada para el Teatro Latinoamericano de Estocolmo. En febrero, viajó a Francia y actuó otra vez en España, Suecia y Finlandia con su quinteto, y en octubre, se presentó en la 17° edición del Festival Iberoamericano de Teatro de Cádiz (FIT), en la sede del Ministerio de Cultura.
Rinaldi regresó a los escenarios teatrales en 2003 por primera vez en treinta años para acompañar a su hija Ligia Piro, que acababa de finalizar un curso actoral con Agustín Alezzo, en El vino de ciruela, una obra de estructura epistolar-dramática del dramaturgo Arístides Vargas que presentó en el Teatro Brodway a dos hermanas jóvenes reconstruyendo la historia de su familia. Una empresa asesora de prensa señaló que «con humor y emoción, y dentro del realismo mágico, Vino de ciruela es una reflexión sobre la memoria y el tiempo en la vida de las mujeres». Al año siguiente, su carrera discográfica se afianzó con la realización en España del CD «Susana Rinaldi en el Lope de Vega de Madrid 2004», donde fusionó la copla y el tango. Rinaldi grabó durante el 2004 tres discos más en Europa: «Experimentango», «Concierto en la Calle 54» y «Locuras» junto a la cantante Martirio. En un reportaje brindado a ABC, Rinaldi denunció haber sufrido «todo tipo de sabotajes» e «impedimentos» por parte de productores discográficos para la ejecución del disco. El mismo periódico publicó que «en Rinaldi podemos encontrar la serena belleza de la veteranía en estado puro, un verbo claro y rotundo, la cordura como timón de vida y un pasado del que explica lo que le da la real gana. Así mantiene el misterio que rodea su arte». En 2005, de nuevo en Argentina, repuso el espectáculo Hoy como ayer en el Teatro Maipo, con textos y canciones de María Elena Walsh, y la misma puesta en escena que había realizado María Herminia Avellaneda en 1982, que tuvo una buena repercusión de público.

### 2006-2010: Desaceleración profesional
En 2006, Rinaldi grabó el audiolibro Esto y lo otro y lo presentó en la librería-bar Clásica y Moderna. El trabajo estuvo compuesto por textos propios con historias y anécdotas escritas en diferentes etapas de su vida. El CD, por su parte, contuvo fragmentos dedicados a París y Buenos Aires. Ese mismo año, fue la encargada de abrir el VIII Festival Buenos Aires Tango y se presentó junto a su exmarido Osvaldo Piro en el Teatro Colón luego de treinta años sin actuar juntos en un escenario en un espectáculo denominado Reencuentro.
Rinaldi rindió homenaje a su amiga y colega Eladia Blázquez, fallecida en agosto de 2005, al incluir una canción homónima inédita de su autoría en su disco «En el underground». La partitura llegó a sus manos por medio de Horacio Malvicino, que la encontró en una mudanza y le sugirió incluirla en su disco. En paralelo, y en un acto de avanzada para una cantante de su edad, lanzó un disco de tango electrónico, «Experimentango», alegando que «no podemos quedarnos en el tiempo y vivir de lo que fue, sino que muy por el contrario pensar en mañana y en lo que vendrá». Después de algunas presentaciones programadas durante ese año en España, Rinaldi comenzó a volcarse paulatinamente en la esfera política durante la gestión de Cristina Fernández de Kirchner. En 2001 y 2007, intentó obtener una banca en la Cámara de Diputados infructuosamente, lo que terminó por desanimarla, y en esas oportunidades confesó que su «aspiración es ocupar un espacio que está sin ocupar y que siempre estuvo vacío de contenido, que es la cultura popular. Yo no soy otra cosa que una agente cultural», además de afirmar que la cultura argentina había devenido en «farándula» debido a las políticas neoliberales.
Viajó a Mar del Plata durante 2008 para brindar un espectáculo en honor a Homero Manzi acompañada por su cuñado Juan Carlos Cuacci. El crítico Ricardo Salton de Ámbito Financiero señaló que Rinaldi «se ha decidido por una forma de espectáculo que no termina de favorecerla. Habla demasiado y siempre en un tono académico y ceremonioso, y desde un púlpito que convierte sus discursos más en sermones que en opiniones o reflexiones. Pero si eso es algo antipático en el vivo, en el disco puede llegar a ser muy pesado, porque la reiteración multiplica sus palabras que van desde agradecimientos personales —hacia gente que la mayoría no conoce— hasta comentarios sobre personas o libros». A pesar de eso, remarcó que «es una artista que sigue estando, con varios cuerpos de ventaja, en lo más alto del canto tanguero de la actualidad».
En 2009, fue declarada «Visitante ilustre de Mar del Plata» y al año siguiente, el 25 de mayo de 2010, formó parte de los festejos por el aniversario de la Revolución de Mayo en el marco del show Somos Cultura del Ministerio de Cultura de la Nación. Ese mismo año también fue galardonada con el premio Grammy Latino 2010 a la «Excelencia Musical» en una ceremonia de la que estuvieron presentes artistas internacionales como Jennifer Lopez y Plácido Domingo. Al momento de pronunciar su discurso, dijo que «es un
reconocimiento por toda una obra que fue muy batallada. He sido una mujer que supo darse cuenta de la inutilidad que se le dio siempre a la mujer en la historia del tango».

### 2011-2016: Actividad como legisladora y diplomática
Rinaldi se unió con el bandoneonista Leopoldo Federico, con quien compartía funciones administrativas en AADI —él como presidente y ella como vicepresidenta—, para lanzar en 2011 un disco titulado «Vos y yo», que presentaron en Clásica y Moderna. Ese mismo año fue convocada por Lino Patalano para actuar en El patio de la morocha, un sainete musical compuesto por Cátulo Castillo y Aníbal Troilo donde compartió cartel con Roberto Carnaghi, Julio López y Laura Bove, que significó su primer retorno al teatro desde 2002.
Fue elegida para ocupar una banca como legisladora en la Cámara de Diputados por el Frente Progresista y Popular que presidía Aníbal Ibarra y asumió el cargo el 10 de diciembre de 2011. La cantante ocupó el segundo el lugar de la lista, sucedida a su vez por Eduardo Epszteyn. Desde su puesto, Rinaldi se abocó a proyectos vinculados al fomento de la educación pública porteña y mantuvo una postura férrea en la defensa del patrimonio de la Ciudad de Buenos Aires. Se manifestó a favor de la colocación de rejas en los parques, el castigo y eliminación de los grafitis, la preservación de la casa natal de Juan de Dios Filiberto —criticó al gobierno de Mauricio Macri de querer realizar un emprendimiento inmobiliario con ella—, la creación del Museo del Tango e impulsó homenajes a Alfonsina Storni, Roberto Goyeneche y Julio Cortázar.
En 2012, volvió a repudiar severamente a Mauricio Macri al calificarlo de «el padre del veto universal» y manifestó públicamente la necesidad de que el partido del que formaba parte se alineara con el Frente para la Victoria, reelecto en 2011 a nivel nacional. También se mostró preocupada por la situación económica del Hospital Tobar García y se comprometió en las averiguaciones posteriores al incendio que destruyó parte del archivo del Hospital Álvarez.
En 2013, fue galardonada con la mención de honor Domingo Faustino Sarmiento entregada por el Senado de la Nación Argentina en reconocimiento a su trayectoria y aporte a la cultura nacional. En abril de ese mismo año, anunció que abandonaría el Partido Socialista por discrepancias ideológicas con miembros de su espacio que «cuestionan los aciertos del gobierno» y en diciembre, fue invitada a participar en los festejos por los 30 años de la democracia celebrados en Plaza de Mayo.

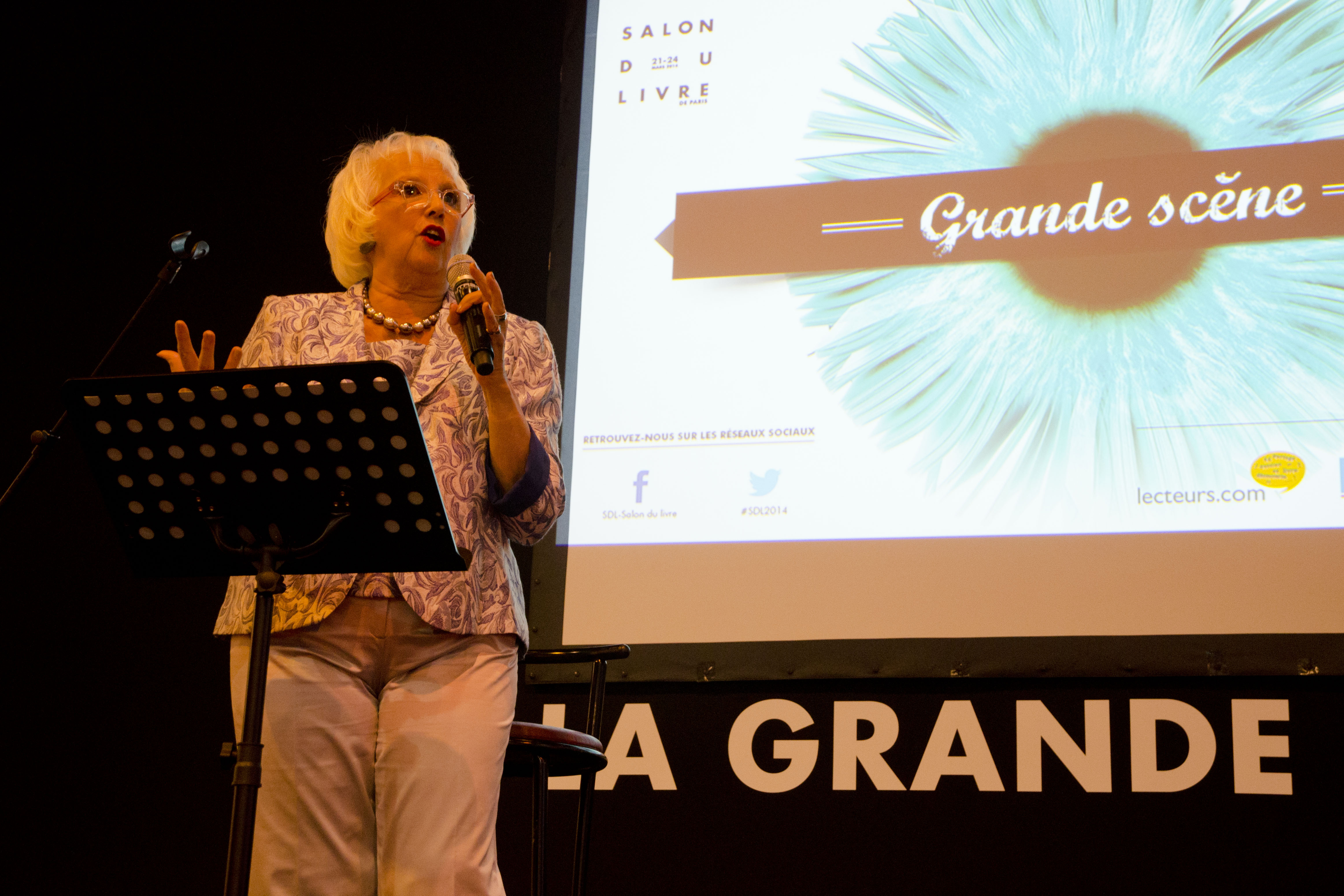
Susana Rinaldi en un espectáculo sobre Julio Cortázar en la Feria del Libro de París, 2014.

El Consejo Superior de la Universidad Nacional de Quilmes (UNQ) decidió honrarla con una mención honorífica por sus aportes a la cultura y a la música argentina en 2014. Participó en varios homenajes en conmemoración al centenario del nacimiento de su compañero y amigo Julio Cortázar en diversos países del mundo, y recibió la Orden Oficial de la Legión de Honor junto a Estela de Carlotto en la Embajada de Francia en Argentina. Esta distinción es la más importante que ese país otorga a un extranjero por méritos extraordinarios concretados en el ámbito civil o militar. En octubre de 2014, a pesar de que su mandato continuaba hasta 2015, Rinaldi anunció su renuncia como legisladora cuando fue confirmada su designación como agregada cultural en la Embajada de Argentina en Francia. Fue reemplazada por Eduardo Epszteyn, quien ocupaba el cargo de Auditor de la Ciudad.
Durante gran parte de 2015, como consecuencia de su labor diplomática, Rinaldi permaneció fuera del país. Interrumpió su estadía en el extranjero solo para regresar a la Argentina y llevar adelante un espectáculo en el Salón Ballena Azul del Centro Cultural Kirchner junto a la Orquesta Juan de Dios Filiberto, dirigida por Juan Carlos Cuacci y por Atilio Stampone, y con la participación de Escalandrum, el grupo liderado por Pipi Piazzolla. Rinaldi demostró una nueva faceta cuando presentó ese mismo año un disco en una suerte de homenaje a Chico Novarro, «Conmigo», un trabajo que se diferenció del resto ya que incorporó boleros y baladas. Un tango que Novarro compuso en 1997 para Rinaldi, «Patsia» —traducido al español, «Locura»—, fue incluido en el disco.

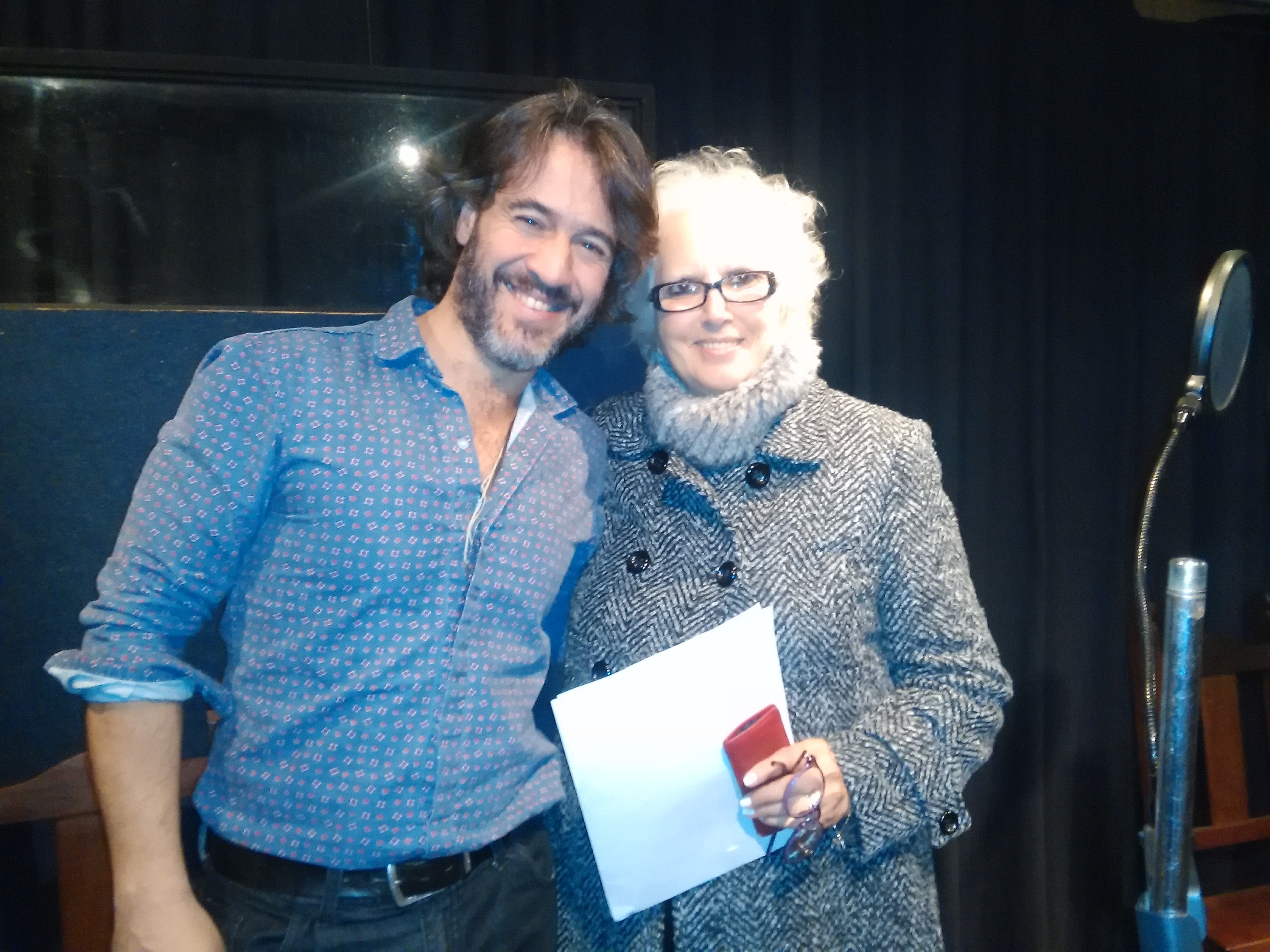
Francisco Pesqueira y Susana Rinaldi luego de grabar el compilado de canciones y poemas «Dame la mano» (2016).

Luego de inaugurar el Festival Tango Málaga 2015 en el Teatro Nacional Cervantes y tras la asunción de Mauricio Macri como presidente, Rinaldi presentó su renuncia como agregada cultural tras un año y medio de gestión. La misma fue oficializada en una ceremonia llevada a cabo el 2 de febrero de 2016 en la Embajada Argentina en Francia en una reunión que contó con la presencia de artistas franceces y franco-argentinos de reconocida trayectoria, como así también de personal diplomático y administrativo de la Embajada. En un reportaje a Página/12, Rinaldi confesó que cuando asumió hacía treinta años que la figura de agregado cultural estaba en desuso y que, durante su breve gestión, «he recibido a todo aquel que se acercó a la embajada y a todo aquel que no lo he convocado, para que estuvieran en cuanta manifestación se hacía en la embajada».

### 2017-2024: Vida posterior
En 2018, al cumplirse el 80.º aniversario de la formación de la primera orquesta de Aníbal Troilo, se presentó junto a Osvaldo Piro en el Teatro Coliseo en un espectáculo denominado A Troilo con amor y, posteriormente, viajó a Colombia donde actuó en el Teatro Jorge Eliécer Gaitán de Bogotá.
Si bien Rinaldi siempre gozó de buena salud, en los últimos años tuvo un declive acentuado por la edad. En 2016, se trasladaba con María Graña en un coche que volvía de Rosario a Buenos Aires cuando el conductor se quedó dormido al volante y chocó contra un poste. La cantante sufrió un fuerte golpe en la cabeza con un corte en el cuero cabelludo y debió ser asistida en un centro de salud local. Luego de la pandemia de Covid-19, comenzó a experimentar severas dificultades para caminar como consecuencia de una afección crónica en sus rodillas y en tres oportunidades —durante 2018, 2019 y 2023—, debió cancelar sus espectáculos por motivos de enfermedad. En 2022, a los 86 años, anunció el comienzo de una gira despedida por distintos puntos del país para dar un cierre a su carrera artística. En ese aspecto, recalcó que no detendría su trabajo y que «no piensa en la muerte».
Se presentó junto a su hija Ligia Piro en el Festival Nacional de Folklore de Cosquín en enero de 2020 y al año siguiente, con motivo del centenario del nacimiento de Astor Piazzolla, viajó al Teatro Tronador de Mar del Plata para interpretar «Los pájaros perdidos», «Alguien le dice al tango», «La última grela» y «Siempre se vuelve a Buenos Aires» en un homenaje brindado al compositor. Paralelamente, tuvo una participación especial en el concierto «Piazzolla antes de Piazzolla» en el Teatro Colón junto a la Orquesta Escuela de Tango Emilio Balcarce.
Luego de finalizar la segunda presentación de «Mar de mi vida» en el Teatro Auditorium de Mar del Plata en 2022 en conmemoración a los 50 años de su carrera, fue reconocida por el Instituto Cultural de la Provincia de Buenos Aires en honor a «su trayectoria y compromiso por el arte, la cultura y la vida». En noviembre de 2022, con serias dificultades para movilizarse, brindó un concierto en el Centro Cultural Kirchner junto a la Orquesta Nacional Juan de Dios Filiberto, donde fue premiada por el Ministerio de Cultura por su «magnífica trayectoria y el aporte a la cultura nacional», y ovacionada de pie por el público durante varios minutos.
Rinaldi frecuentó en los últimos años el club nocturno Torquato Tasso de la calle Defensa y el Teatro del Picadero. En noviembre de 2023, a los 87 años, presentó su último disco «Reencuentro» en el Teatro Coliseo, junto a su exmarido Osvaldo Piro y una orquesta de doce músicos. El álbum fue nominado en la categoría «Mejor álbum de tango» de la 24° entrega de los premios Grammy Latinos celebrada ese mismo mes. Según la Academia Nacional del Tango, «es un hecho histórico que dos figuras del talento y la popularidad como Piro y Rinaldi se unan en una producción única y dejen para la inmortalidad lo mejor de cada uno. Sus trayectorias confirman carreras fundadas en un profundo compromiso artístico que permanece intacto en cada uno». Desde entonces, la cantante no volvió a presentarse en público.
En 2023, como parte de la Unión de Músicos Independientes (UMI), se sumó al comunicado colectivo que llamó a no votar por el candidato a presidente de la extrema derecha, Javier Milei. El texto planteaba que «no es lo mismo un Estado presente en las políticas públicas a favor de la diversidad cultural que un Estado totalmente ausente». Sus críticas al gobierno de Milei se acentuaron en enero de 2024 cuando la cantante firmó un comunicado llamado «La música argentina está en peligro», junto a otros reconocidos artistas, en rechazo de los artículos 350 y 351 de la Ley ómnibus, a los que consideró «un ataque letal a la gestión colectiva de derechos».

### Vida privada

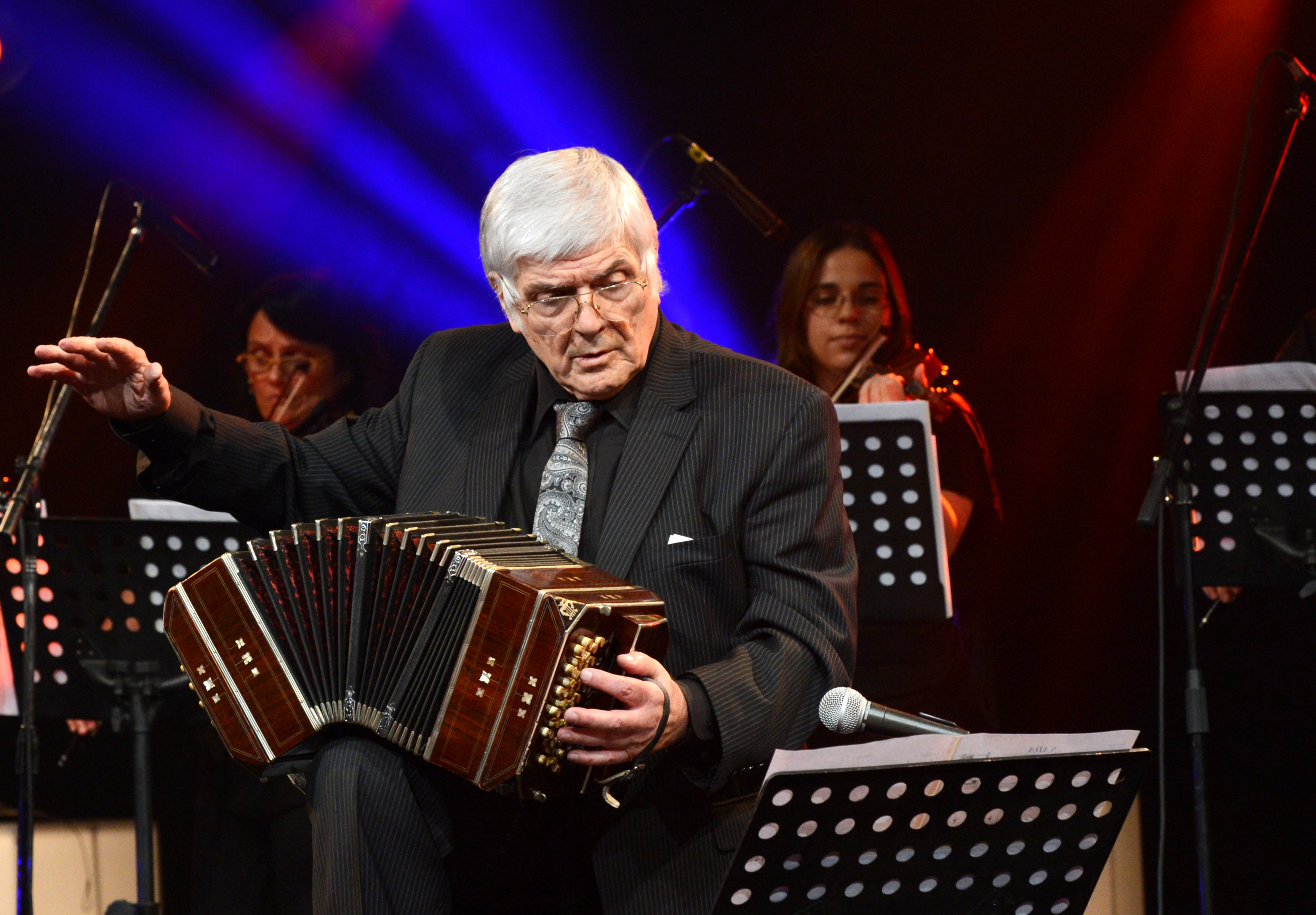
Osvaldo Piro en 2014.

Rinaldi se casó por primera y única vez con el bandoneonista y director de orquesta Osvaldo Piro (1937-2025) el 23 de diciembre de 1969, cuando ella tenía 34 y él 32. Ambos se habían conocido por intermedio de Cátulo Castillo en el café-concert Michelángelo a fines de los años de 1960. El matrimonio tuvo dos hijos: Ligia —cantante de jazz— en 1971 y Alfredo Piro —cantante y compositor de tango— en 1973.
El matrimonio se divorció en 1975, apenas cinco años después de su casamiento. Más tarde en el tiempo, la cantante señaló en una entrevista que «yo no terminé de amar a ese hombre como tendría que haberlo hecho» y que «así como fui amada, fui olvidada», en referencia al hecho de que Piro contrajo matrimonio nuevamente. Permanecieron como amigos durante toda la vida y hasta volvieron a trabajar juntos en varias oportunidades.
Dado que Rinaldi no conseguía trabajo en Argentina, y además se hallaba amenazada por la Triple A, comenzó a viajar a Francia, al comienzo por uno o dos meses, para luego regresar. En sus períodos de ausencia, sus hijos Ligia y Alfredo Piro quedaban al cuidado de sus tíos abuelos o su abuela, algo que fue reprochado por ellos décadas más tarde. En sus años de exilio, conoció al escritor Julio Cortázar luego de que un amigo en común, el fotógrafo Pepe Fernández, los presentara. En una entrevista a El País, Rinaldi señaló que: 

«Yo estaba sentada, me giré y no terminaba de levantar la cabeza de tan alto que era ese hombre. No lo reconocí al instante. Luego recordé que esa cara la había visto en la solapa de sus libros y… ¡me di cuenta! Quise levantarme y me dijo: "de ningún modo". Y se sentó junto a mí, en el suelo. Me dijo: "Yo te he traído esto". Eran discos. No cedés, nene. ¡Discos! De 33 revoluciones, que él había comprado en Buenos Aires, en el año 73. Ahí estaba ese hombre que sabía todo, que comprendía todo. Con una amabilidad, con un gesto protector, que parecía decirme: "yo te comprendo, sé por lo que estás pasando. Vamos, adelante"».

En otra oportunidad, relató que:

«Yo venía caminando por esa avenida y no me había dado cuenta quién estaba parado frente a la vitrina. Faltando poco para llegar descubrí que era Cortázar. Yo no lo conocía personalmente y justo cuando avancé, él se dio vuelta. Entonces, lo miré y, como si hubiese estado con él toda mi vida, le dije: “Pero mirá, te das vuelta —además tratarlo de vos— justo en el momento que yo voy a pasar delante de ti”. “No, yo previne que vos venías de ahí”. Ahí nos juntamos y empezamos a hablar de mil cosas. Nos unimos así hasta el momento, quince días después de este encuentro, que me dijo que se iba para Argentina y que nos íbamos a encontrar en Buenos Aires. Nos encontrábamos mañana, tarde y noche».

Julio Cortázar en su última visita a Buenos Aires, diciembre de 1983.

Rinaldi comenzó una amistad con Cortázar que derivó en un breve amorío que perduró hasta la muerte del escritor, poco tiempo después, el 12 de febrero de 1984. Hacía dos años, él había enviudado de la fotógrafa y traductora estadounidense Carol Dunlop. La cantante, que siempre mantuvo en reserva su vida personal, sólo comenzó a referirse a él en los últimos años y lo definió como «uno de los hombres de su vida» y «una presencia en mi vida personal y en mi vida artística inolvidable».

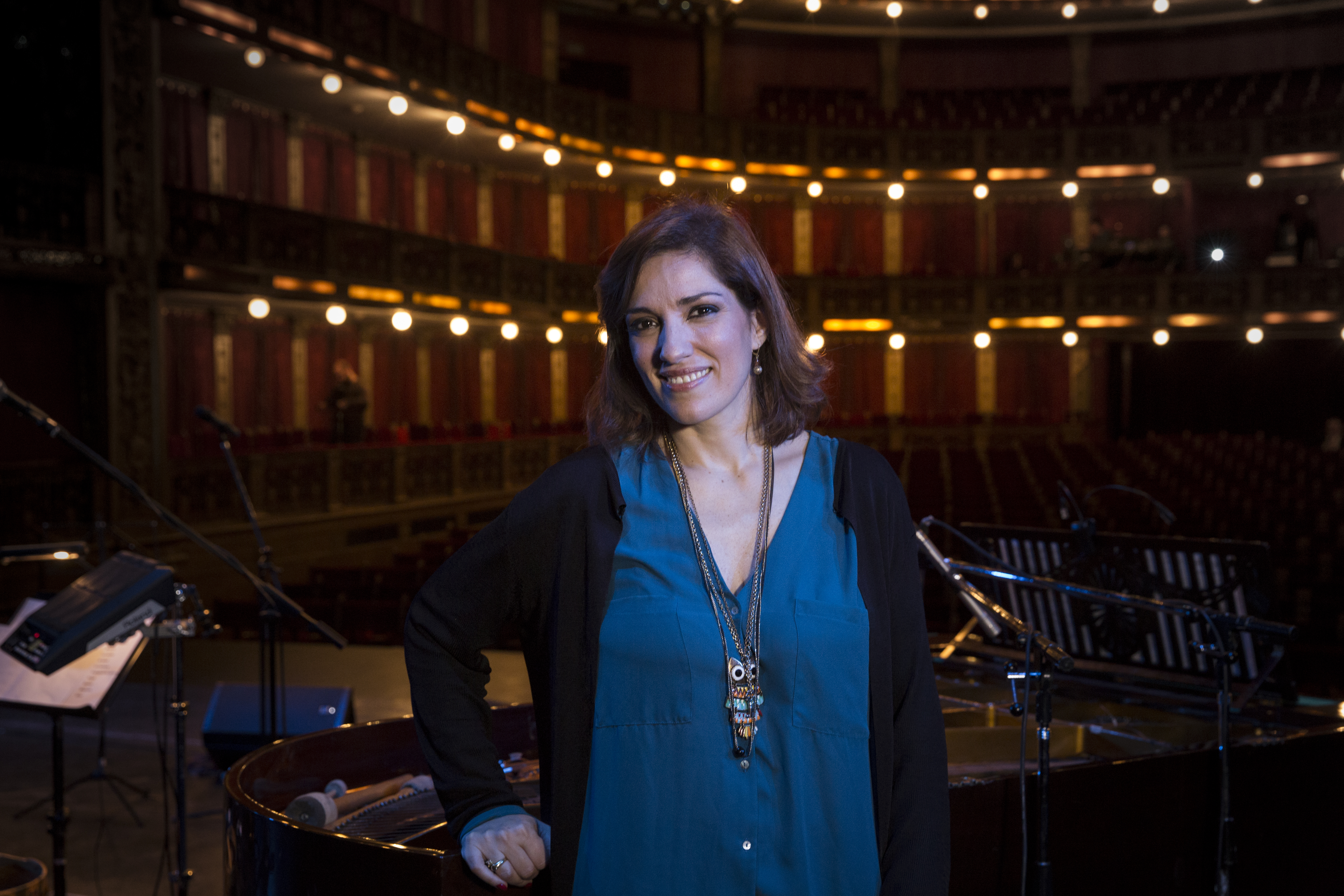
La cantante Ligia Piro, hija de Rinaldi.

Por su parte, Cortázar le dedicó en 1974 una poesía, A la voz de Susana Rinaldi, donde escribió: «No sé lo que hay detrás de tu voz... paredes de palabras con glicinas y vos detrás, inalcanzable siempre». En una dedicatoria a la cantante en 1976, también le manifestó:

«Susana, hay amigos que se conocían y se querían mucho, antes de encontrarse en algún lugar del mundo. Se que vos y yo somos esos amigos y que escucharte y verte tal como sos me ha dado una grande y maravillosa felicidad. Te quiero y te admiro».

En 2015, Rinaldi hizo pública su bisexualidad y manifestó que «nunca tuve una historia de amor con una mujer, quizá porque no me lo permití». En la actualidad, reside en el barrio porteño de Belgrano y, además de dos hijos, tiene cinco nietos. Cuando se le preguntó acerca de la política, Rinaldi dijo: «Nunca he sido peronista ni lo seré», aunque sí se manifestó a favor de las políticas socialdemócratas y de la izquierda radical, y apoyó abiertamente los gobiernos de Raúl Alfonsín, Néstor Kirchner, Cristina Fernández de Kirchner y Alberto Fernández.
La revista Siete Días, en relación con su personalidad, afirmó en 1968 que «es impulsiva y tiene humor. Sabe reír con ganas. Y es eso, justamente, una de las cosas que más la emocionan: reír, reír mucho, con franqueza. Sin embargo, pese a esa alegría que la invade por momentos, Susana guarda en su intimidad una cierta melancolía... y tiene arrebatos de vergüenza... Melancólica y tímida, casi adolescente,... le dicen la “Tana” porque gesticula como una vieja matrona peninsular». Esos excesos de confianza y entusiasmo en sí misma a veces se traducen en que puede ser controladora y difícil, sobre todo en el escenario. En una oportunidad, cuando oyó a uno de sus espectadores en la entrada del teatro decir: «¿Susana Rinaldi también canta? Ahora se les da a todas por cantar... ¿no era actriz ella? Un día de éstos también yo agarro el micrófono...», la cantante aprovechó su salida al escenario para hacer un paréntesis y se desquitó en el escenario: «Alguna gente —dijo—, en vez de oreja, tiene una cala con un tallo que se achica y alarga cuando quiere. Eso, precisamente, es lo que me pasa a mí. No importa cómo, pero escuché, en la entrada, un diálogo muy curioso entre un señor y su esposa... Hoy quiero decir que estoy totalmente harta: me pasé 14 años estudiando música en el Conservatorio Nacional, lo cual no significa que cante bien, pero sí que puedo cantar tangos».
Su hermana menor, Inés Rinaldi, es cantante de música popular argentina y latinoamericana, y está casada con Juan Carlos Cuacci, guitarrista, pianista, arreglador, compositor y director de la Orquesta del Tango de Buenos Aires. Sus sobrinos son la actriz y cantante Anita Coacci, y el pianista Juan Esteban Cuacci.

## Estilo, influencias y legado

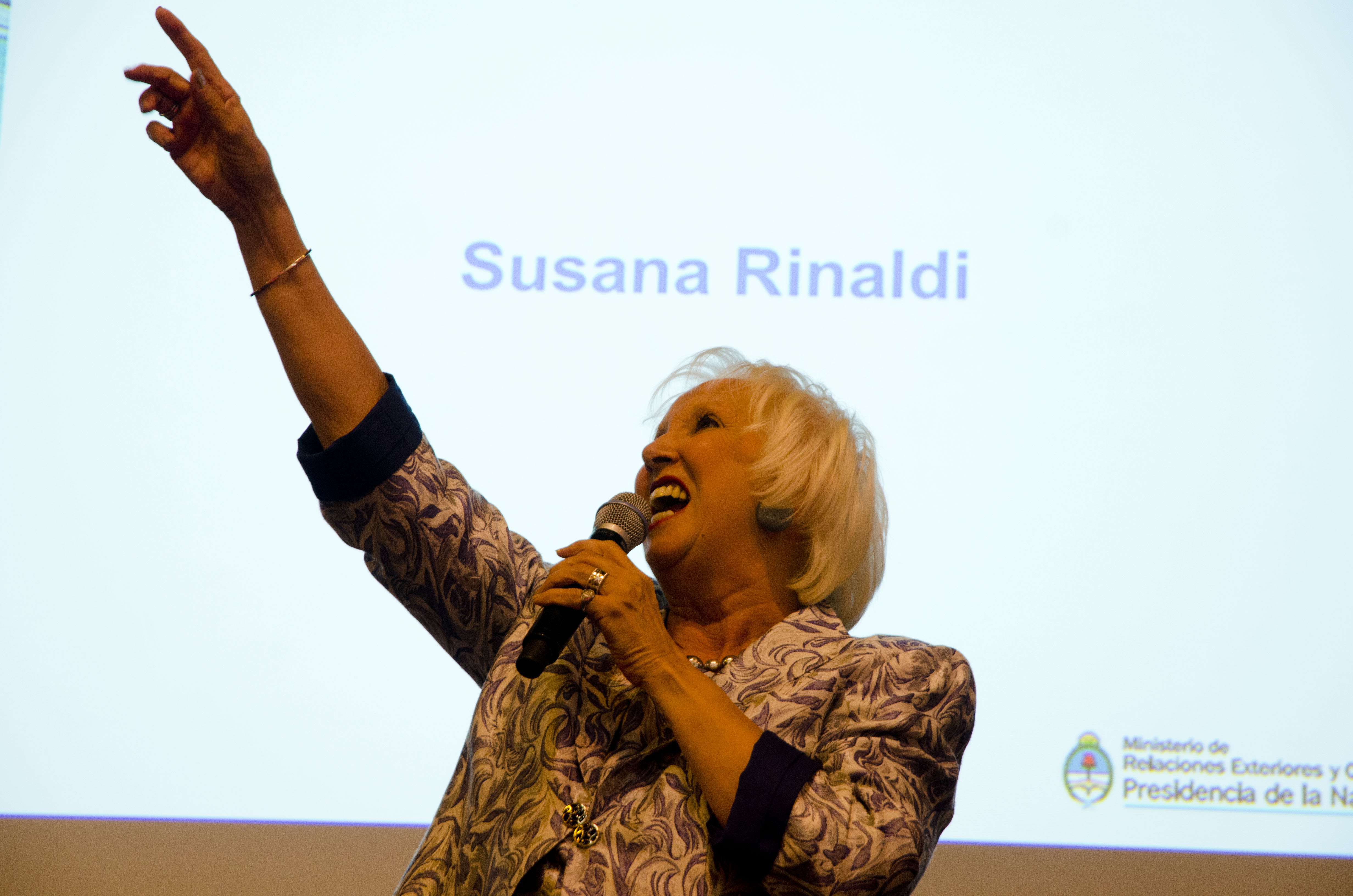
Susana Rinaldi en el Salón del Libro de París, 2014.

Irene Amuchástegui señaló en Clarín que «la reelaboración de diversas y exquisitas tradiciones de la canción popular y la proyección de una personalidad avasallante se combinan en Rinaldi de un modo tan enteramente original...», mientras que el poeta e historiador Horacio Ferrer tomó una definición de la propia cantante en un capítulo de El libro del tango: «Creo que soy una mezcla de Mercedes Simone, la más grande cantante de tangos que a mi entender ha dado el país, y de Judy Garland. Mercedes era profunda y ya era moderna cantando. De la Garland creo heredar el temperamento, las vísceras».
La aparición de Rinaldi —al igual que la de María Graña, Amelita Baltar y Eladia Blázquez— coincidió con la renovación generacional que se dio en el mundo del tango en los años de 1960 cuando el género veía disgregar su popularidad de las décadas anteriores en un contexto de enormes resistencias y dificultades coyunturales. Salvo las orquestas de Osvaldo Pugliese y Aníbal Troilo —sobrevivientes del pasado—, el resto de los cantantes tendía a repetir estilos que ya no entusiasmaban y su consolidación independiente como intérprete popular femenina significó un punto de inflexión en el tango, sobre todo en su cliché machista, lo que le valió el desdén de los oyentes ortodoxos.
Rinaldi fue también bien conocida por sus comentarios mordaces. Cuando Libertad Lamarque, una vieja cantante de la época dorada del tango, llegó de visita a la Argentina hacia fines de los años de 1980, criticó a Rinaldi por sus dichos de que Rosita Quiroga y ella tenían «voz de gatitas». Lamarque la había rechazado en una prueba para Hello, Dolly en 1967 y, al igual que Nelly Omar, descreía de su forma de cantar. Sin embargo, en una entrevista de 2005, Rinaldi destacó la influencia que tuvieron en su carrera Mercedes Simone, Tania y la propia Lamarque que, de acuerdo con su testimonio, «hizo por toda América, cincuenta años atrás, lo que yo hago en Europa». Ambas fueron las cantantes argentinas del siglo XX con mayor proyección internacional. Tita Merello, que la oyó en una oportunidad, le dijo que «nunca en mi vida he oído cantar así». Acerca de Mercedes Simone, a quien conoció personalmente, dijo que «fue la meta que me fijé yo como cantante de tango. Tenía una voz maravillosa, sin ninguna connotación machista. Además de buen gusto y una musicalidad impresionante». Entre sus poetas masculinos favoritos, se hallaban Enrique Santos Discépolo —de quien criticaba su sentido trágico de la vida—, Homero Manzi, Cátulo Castillo, Enrique Cadícamo y José María Contursi, cuyas letras hacían hincapié en cuestiones sociales y románticas.
En ese aspecto, Julio Nudler señaló que «con un estilo nuevo, una voz delicada y un decir por momentos sutil o rotundo, Susana prescindió de las inflexiones arrabaleras, de los temas machistas o de trazo pasional grueso, apelando a un repertorio variado pero cuidadosamente elegido, que mezclaba romanticismo y mensaje, poesía y protesta». De ese modo, atrajo a un sector juvenil universitario que, a través de ella, volvió a revalorizar el tango durante los gobiernos militares de Onganía, Levingston y Lanusse. Interpretó también a creadores emergentes de la época como Eladia Blázquez —fue destacable su versión de «Sueño de barrilete»—, el tándem Osvaldo Avena-Héctor Negro («Responso para un hombre gris») y Chico Novarro («Cordón»). Las temáticas que más se reiteran en la selección de sus tangos son el rescate por la figura paterna, su devoción por la unión familiar y la seguridad brindada por el hogar, heredadas de sus orígenes italianos.
Sus ademanes, su repertorio gestual, su personalidad enérgica y su performance en el escenario —que mezclaba su profesión de actriz con la de cantante—, al igual que sus vestidos de gala —que emulaban a las viejas cantantes de ópera—, se convirtieron en un distintivo de su estilo personal en la madurez de su carrera. Rinaldi fue, además, la primera cantante de tango que habló abiertamente sobre el escenario acerca de la poesía y los autores que escogía en su afán de «recuperar la memoria», lo que en muchas oportunidades le valió críticas y disputas con el público que iba a verla.
Su mascota, una tortuga llamada Lily, fue la inspiración de su amiga María Elena Walsh al momento de componer «Manuelita», una de las canciones infantiles más populares y conocidas de la Argentina. La canción, a pesar de que fue compuesta en los años de 1960, tiene claras alusiones a los hechos políticos que Rinaldi viviría posteriormente. En 2025, se produjo un documental sobre su vida, Susana Rinaldi, libre, de Isabel Marcenaro Bouter, cuya presentación tuvo lugar en la 26.° edición del BAFICI.
Julio Cortázar, reacio al tango, señaló a modo de síntesis que «es suficiente escuchar a Susana Rinaldi para descubrir que lo esencial queda intacto y que Gardel, él mismo, muerto hace más de cuarenta años, sería el primero en admirar a la más grande cantante de tangos de nuestro tiempo».

## Discografía
La discografía de Rinaldi está integrada por ediciones de sus espectáculos en vivo y grabaciones realizadas originalmente para su edición fonográfica.
- 1964: «Canciones para dormir al bebé»
- 1964: «Poemas con los míos»
- 1966: «Mi voz y mi ciudad»
- 1967: «Nostalgias»
- 1967: «Susana Rinaldi canta al estilo de Eduardo Rovira»
- 1968: «La mujer del tango»
- 1969: «Susana Rinaldi: A Homero»
- 1971: «Susana Rinaldi: Por qué canto así»
- 1973: «Susana Rinaldi: Cátulo Castillo»
- 1976: «A un semejante»
- 1976: «Solamente ella»
- 1976: «Susana Rinaldi: Sur/El choclo»
- 1976: «Melodía de arrabal»
- 1976: «Yo soy usted»
- 1977: «Susana Rinaldi: en vivo»
- 1977: «Y vamos ya...»
- 1979: «Buenos Aires... París»
- 1980: «La reina del plata»
- 1980: «De otros tiempos»
- 1980: «Susana Rinaldi-Astor Piazzolla»
- 1981: «Susana Rinaldi: Grabado en vivo»
- ????: «La mejor poesía de Eladia Blázquez»
- 1981: «Hoy como ayer»
- 1981: «De otros tiempos»
- 1982: «Los Grandes Éxitos de Susana Rinaldi»
- 1983: «Poema y canción»
- 1984: «Susana Rinaldi interpreta a María Elena Walsh»
- 1985: «20 grandes éxitos»
- 1986: «Uno»
- 1987: «Sin estridencias»
- 1988: «Montón de vida»
- 1990-1992: «Coincidencias» (artista invitada)
- 1991: «Los grandes éxitos de Susana Rinaldi»
- 1993: «FM Tango»
- 1993: «Poema y canción»
- 1994: «Susana Rinaldi en el San Martín: Recuerdos y porvenir»
- 1995: «Gotán»
- 1996: «Tiempos de mal vivir»
- 1996: «Los Grandes Éxitos de Susana Rinaldi»
- 1996: «Susana Rinaldi»
- 1997: «Sin estridencias»
- 1997: «Por qué cantamos»
- 1997: «Cantando»
- 1998: «Gabbiani»
- 1998: «La última curda»
- 1997: «El tango resplandeciente»
- 1998: «Tinta roja»
- 1998: «Bien debute»
- 1999: «Sin estridencias 99»
- 1999: «Susana Rinaldi en vivo en Finlandia»
- 2000: «Desde el alma»
- 2000: «Milonguita»
- 2000-2001: «La rosa en Ginebra»
- 2001: «Vida & Pazzía»
- 2002: «Cuestarriba» (artista invitada)
- 2003: «Milonga por tantas cosas»
- 2004: «La voz del tango»
- 2004: «Canto por el cambio»
- 2004: «Susana Rinaldi en el Lope de Vega de Madrid»
- 2004: «Locuras»
- 2004: «Concierto en la calle 54»
- 2005: «Oratorio El Pueblo Joven»
- 2005: «Tango de colección: Susana Rinaldi»
- 2006: «Esto y lo otro»
- 2007: «En el Underground»
- 2007: «Experimentango»
- 2007: «Susana Rinaldi»
- 2008: «Susana Rinaldi: Buenos Aires Tango»
- 2008: Susana Rinaldi & Juan Carlos Cuacci: Homenaje a Homero Manzi
- 2010: «Orquesta de Tango de la Ciudad de Buenos Aires con Susana Rinaldi»
- 2011: «Vos y yo»
- 2011: «La Tana con todo»
- 2011: «Según pasan los años» (artista invitada)
- 2015: «A Chico Novarro: Conmigo»
- 2023: «Reencuentro»

## Filmografía
- Funes, un gran amor (1993)
- Las procesadas (1975)
- Solamente ella (1975)
- El ABC del amor (1967)